# ساتشا كورب
ساتشا كورب (بالألمانية: Sascha Korb)‏ هو لاعب كرة قدم ألماني في مركز الوسط، ولد في 18 يونيو 1993 في أوفنباخ أم ماين في ألمانيا. لعب مع كيكرز أوفنباخ.

## وصلات خارجية
- ساتشا كورب على موقع قاعدة بيانات كرة القدم.إي يو (الإنجليزية)
- ساتشا كورب على موقع Soccerway.com (الإنجليزية)
- ساتشا كورب على موقع عالم كرة القدم.نت (الإنجليزية)